# Тягусов, Михаил Михайлович
Михаил Михайлович Тягусов (29 января 1945) — советский футболист, нападающий, советский и киргизский футбольный тренер. Мастер спорта СССР, заслуженный тренер Кыргызстана.

## Карьера

### Игровая карьера
Воспитанник фрунзенского футбола, занимался с 1954 года. Выступал за юношеские сборные Киргизской ССР, также вызывался в юношескую и молодёжную сборную СССР.
Начал взрослую карьеру в 1963 году в составе фрунзенской «Алги». Провёл в составе клуба пять сезонов в первой лиге, сыграв более 100 матчей.
В 1968 году перешёл в «Кайрат». Дебютный матч в высшей лиге сыграл 8 мая 1968 года против «Пахтакора», заменив в перерыве Олега Волоха, а первый гол забил 3 июля 1968 года в ворота луганской «Зари». Всего за четыре с половиной сезона в «Кайрате» сыграл в чемпионатах страны 90 матчей и забил 12 мячей, из них в высшей лиге — 66 матчей и 9 голов. В 1970 году стал серебряным призёром первой лиги. Из-за тяжёлой травмы пропустил часть сезона 1971 года и начало 1972 года, сыграв в это время только один кубковый матч.
В конце карьеры два с половиной сезона выступал за целиноградское «Динамо» во второй лиге.

### Тренерская карьера
Начал тренерскую работу в командах мастеров в 1977 году в новосибирском «Чкаловце», работая помощником Бориса Ерковича. В 1979 году возглавил «Чкаловец», однако команда выступила неудачно. Затем тренировал «Уралец» (Уральск) и входил в тренерский штаб «Жетысу».
В 1986—1993 годах работал детским тренером в бишкекском спортинтернате.
После распада СССР стал работать с клубами чемпионата Кыргызстана. В межсезонье 1993/94 стал первым тренером клуба «Кант-Ойл» — будущего чемпиона страны, однако за неделю до старта чемпионата подал в отставку. Часть сезона 1994 году возглавлял «Ак-Марал» (Токмак), команда стала обладателем бронзовых медалей и завоевала Кубок Кыргызстана. В 1995—1998 годах тренировал «АиК» (Бишкек), при нём команда дважды была серебряным призёром чемпионата, а в 1996 году стала обладателем Кубка Кыргызстана. В 1999—2000 годах тренировал бишкекское «Динамо», с которым в 1999 году стал чемпионом, а в 2000 году — серебряным призёром.
В 2002 году возглавил «Дордой» и привёл команду к бронзовым медалям, но затем уступил тренерский пост Борису Подкорытову. В 2005 году, после ухода Подкорытова в «Жетысу», снова на время возглавил команду и стал чемпионом и обладателем Кубка Кыргызстана.
До 72-летнего возраста работал с детскими командами «Дордоя».

## Личная жизнь
Братья Виктор и Владимир тоже были футболистами, выступали в соревнованиях КФК. Владимир Тягусов также стал тренером и в 1990-е годы работал в нескольких клубах вместе с братом.